# Liste der Biografien/Schmid, A
Liste der Biografien |
Portal Biografien |
A Personensuche
# |
A |
B |
C |
D |
E |
F |
G |
H |
I |
J |
K |
L |
M |
N |
O |
P |
Q |
R |
S |
T |
U |
V |
W |
X |
Y |
Z |
?
 
Sa |
Sb |
Sc |
Sd |
Se |
Sf |
Sg |
Sh |
Si |
Sj |
Sk |
Sl |
Sm |
Sn |
So |
Sp |
Sq |
Sr |
Ss |
St |
Su |
Sv |
Sw |
Sy |
Sz
 
Sca–Sce |
Sch |
Sci–Scz
 
Scha |
Schc |
Schd |
Sche |
Schg |
Schi |
Schj |
Schk |
Schl |
Schm |
Schn |
Scho |
Schp |
Schr |
Schs |
Scht |
Schu |
Schv |
Schw |
Schy
 
Schma |
Schme |
Schmi |
Schmo |
Schmu |
Schmy
 
Schmic |
Schmid |
Schmie |
Schmig |
Schmik |
Schmil |
Schmin |
Schmir |
Schmis |
Schmit
 
Schmida |
Schmidb |
Schmide |
Schmidf |
Schmidg |
Schmidh |
Schmidi |
Schmidj |
Schmidk |
Schmidl |
Schmidm |
Schmidp |
Schmidr |
Schmids |
Schmidt |
Schmid, A |
Schmid, B |
Schmid, C |
Schmid, D |
Schmid, E |
Schmid, F |
Schmid, G |
Schmid, H |
Schmid, I |
Schmid, J |
Schmid, K |
Schmid, L |
Schmid, M |
Schmid, N |
Schmid, O |
Schmid, P |
Schmid, R |
Schmid, S |
Schmid, T |
Schmid, U |
Schmid, V |
Schmid, W |
Schmid, Y
Die Liste der Biografien führt alle Personen auf, die in der deutschsprachigen Wikipedia einen Artikel haben. Dieses ist eine Teilliste mit 46 Einträgen von Personen, deren Namen mit den Buchstaben „Schmid, A“ beginnt.

## Schmid, A

### Schmid, Ac
- Schmid, Achatius Ludwig Carl (1725–1784), deutscher Rechtswissenschaftler und Staatsbeamter von Sachsen-Weimar-Eisenach
- Schmid, Achim (* 1975), deutsch-US-amerikanischer Buchautor, Unternehmer und ehemaliger RechtsextremistAchim Schmid (* 1975)

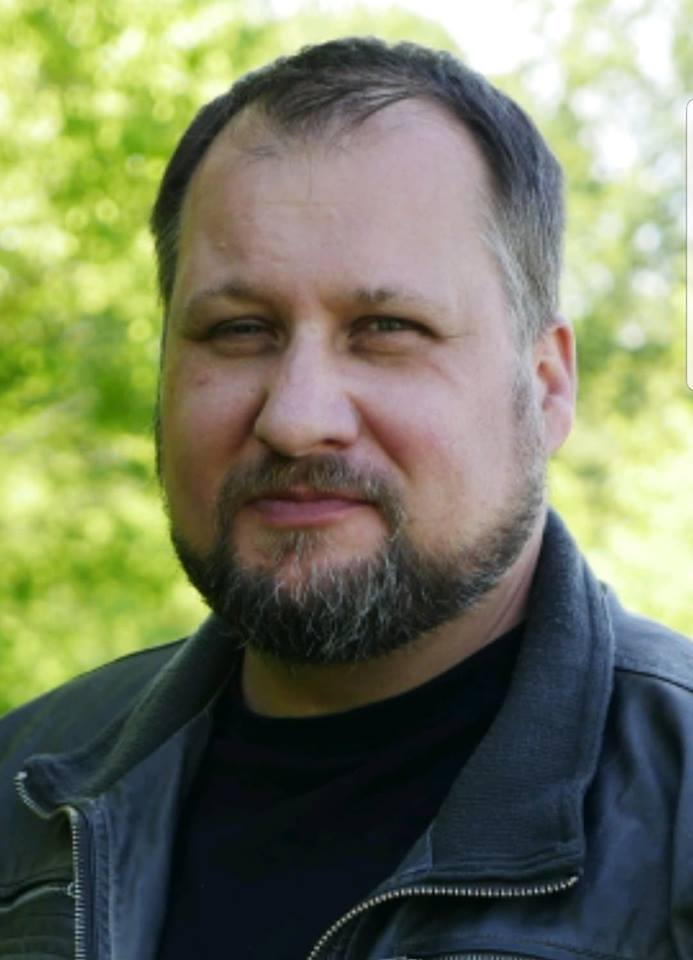
Achim Schmid (* 1975)

### Schmid, Ad
- Schmid, Adalbert Ritter von (1804–1868), österreichischer Eisenbahn-Ingenieur
- Schmid, Adolf (1905–1979), deutscher Politiker (NSDAP), MdR
- Schmid, Adolf J. (1934–2011), deutscher Lehrer und Heimatforscher

### Schmid, Ag
- Schmid, Aglaja (1926–2003), österreichische Schauspielerin

### Schmid, Ak
- Schmid, Akira (* 2000), Schweizer Eishockeytorwart

### Schmid, Al
- Schmid, Albert (1812–1891), deutscher Jurist
- Schmid, Albert (1847–1915), Schweizer Maschineningenieur und der Erfinder des Schmid’schen Wassermotors
- Schmid, Albert (1853–1919), schweizerisch-US-amerikanischer Maschinen- und Elektroingenieur
- Schmid, Albert (1929–1998), deutscher Physiker
- Schmid, Albert (1943–2014), deutscher Politiker (CSU), MdL
- Schmid, Albert (* 1945), deutscher Politiker (SPD), MdL
- Schmid, Alexander (* 1994), deutscher Skirennläufer
- Schmid, Alfred (1884–1946), schweizerischer Arzt
- Schmid, Alfred (1899–1968), Schweizer Naturwissenschaftler, Erfinder und Philosoph
- Schmid, Alfred A. (1920–2004), Schweizer Kunsthistoriker
- Schmid, Alice (* 1951), Schweizer Drehbuchautorin, Regisseurin, Filmemacherin und Schriftstellerin
- Schmid, Alois (1773–1842), oberschwäbischer Komponist von Kirchenmusik
- Schmid, Alois (1854–1911), deutscher Politiker (Zentrum), MdR
- Schmid, Alois (* 1945), deutscher Historiker und Hochschullehrer
- Schmid, Alois von (1825–1910), deutscher Theologe und Philosoph

### Schmid, An
- Schmid, Andi, österreichischer Skeletonfahrer
- Schmid, Andrea Christine (* 1968), deutsche Pädagogin
- Schmid, Andreas (1840–1911), deutscher, katholischer Geistlicher und Theologe
- Schmid, Andreas (1900–1985), deutscher Politiker (CSU), MdL Bayern
- Schmid, Andreas (* 1957), Schweizer Jurist und Manager
- Schmid, Andreas (* 1966), deutscher Biologe
- Schmid, Andreas (* 1972), österreichischer Fernsehmoderator
- Schmid, Andy (* 1983), Schweizer Handballspieler und -trainerAndy Schmid (* 1983)

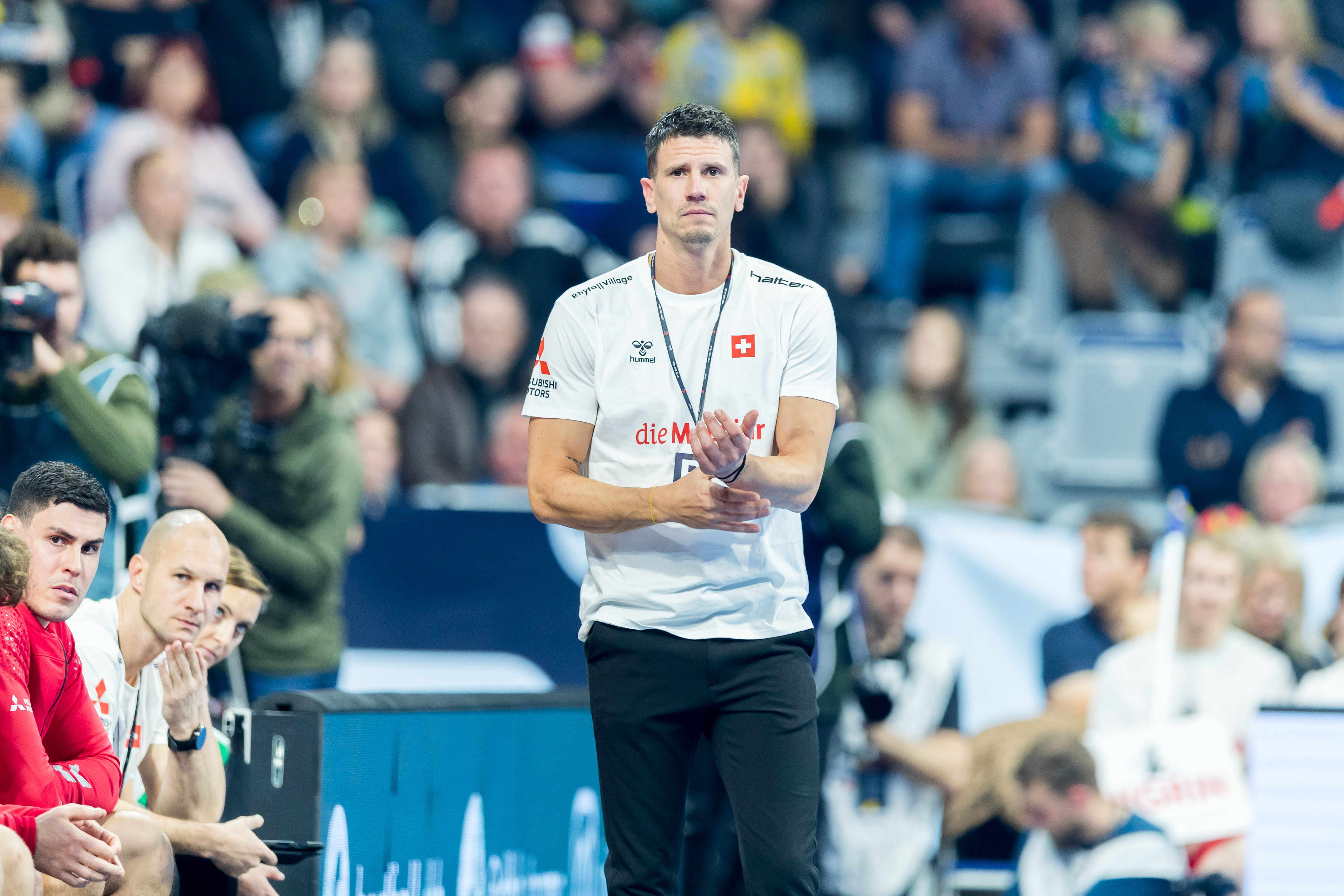
Andy Schmid (* 1983)

- Schmid, Angela (* 1936), deutsche Schauspielerin
- Schmid, Angela (* 1943), deutsche Politikerin (CDU), MdB
- Schmid, Anka (* 1961), Schweizer Filmregisseurin, Drehbuchautorin und Videokünstlerin
- Schmid, Anna (* 1960), deutsche Ethnologin und Museumsleiterin
- Schmid, Anna Katharina (* 1989), Schweizer Stabhochspringerin
- Schmid, Anna-Celina (* 1997), deutsche Fußballspielerin
- Schmid, Anthony (* 1999), österreichischer Fußballspieler
- Schmid, Anton (1819–1893), deutscher Politiker und bayerischer Abgeordneter
- Schmid, Anton (1886–1968), württembergischer Oberamtmann
- Schmid, Anton (1900–1942), österreichischer Gerechter unter den Völkern
- Schmid, Anton Franz (1787–1857), österreichischer Musikwissenschaftler

### Schmid, Ar
- Schmid, Armin (1916–2000), Schweizer Politiker
- Schmid, Arthur junior (1928–2023), Schweizer Politiker
- Schmid, Arthur senior (1889–1958), Schweizer Politiker (SP)

### Schmid, Au
- Schmid, August (1869–1947), deutscher Ministerialbeamter und Vertriebenenfunktionär
- Schmid, August (1877–1955), Schweizer Maler, Bühnenbildner und Regisseur